# Красный Гуляй
Кра́сный Гуля́й — посёлок городского типа в Сенгилеевском районе Ульяновской области России. Административный центр Красногуляевского городского поселения.
Население — 2630 чел. (2021).

## История
Основан в конце 1920 года несколькими семьями, переселившимися в урочище Гуляй, из села Артюшкино.
На 1930 год посёлок Красный Гуляй входил в состав Смородинского с/с, куда входили ещё посёлки: Лапшанка, Огибное и Смородино. В Красном Гуляе в 8 дворах жило 32 эстонца.
В феврале 1941 года был построен участок линии Ульяновск—Красный Гуляй, протяженностью 38 км, как составная часть спроектированной магистрали Свияжск—Ульяновск—Сызрань, а в 1942 году была проложена железная дорога Волжская рокада, на линии Сызрань — Киндяковка, в 1944 году была построена железнодорожная станция «Красный Гуляй».
В 1948 году при железнодорожной станции был построен завод железобетонных конструкций и заселён посёлок.
В 1952—1957 гг. здесь были организованы карьеры по добыче бутового камня для строительства дамбы на Нижней Террасе.
Решением Ульяновского облисполкома от 28.01.1958 года, населённый пункт при ж/д станции Красный Гуляй Сенгилеевского района отнесён к категории районного посёлка.
С 1 февраля 1963 года по 12 января 1965 год посёлок входил в состав Сенгилеевского промышленного района.
С 2005 года — административный центр Красногуляевского городского поселения.

## Население
| 1959  | 1970  | 1979  | 1989  | 2002  | 2007  |
| ----- | ----- | ----- | ----- | ----- | ----- |
| 3189  | ↗5793 | ↘3526 | ↗4197 | ↘3107 | ↘3089 |
| 2009  | 2010  | 2012  | 2013  | 2014  | 2015  |
| ↗3137 | ↘3000 | ↗3014 | ↗3029 | ↘3003 | ↘2959 |
| 2016  | 2017  | 2018  | 2019  | 2020  | 2021  |
| ↘2920 | ↘2890 | ↘2810 | ↘2758 | ↘2730 | ↘2630 |

Национальный состав
88 % русские,7 %татары,3 % чуваши,2 % прочие национальности.

## Инфраструктура
В окрестностях поселка расположен учебный аэродром УВАУГА. В поселке имеется: средняя общеобразовательная школа, детский сад, социальный приют для детей «Ручеек». Врачебная амбулатория, аптека. Действующий дом культуры. Более 20 торговых точек продуктов питания и промтоваров, супермаркет «Магнит», мебельный салон, две парикмахерских, два салона связи, салон ритуальных услуг, банкетный зал, отделение Сбербанка.
Регулярное автобусное сообщение с Ульяновском.
Общая длина асфальтового покрытия посёлка составляет более 10 км. Общая длина электроосвещённости посёлка более 15 км.

## Экономика
Конгломерация Красный Гуляй — Силикатный является крупнейшей в Сенгилеевском районе. Развитая промышленная инфраструктура, социальная обеспеченность граждан. В перспективе возможно объединение двух поселков и создание на территории Сенгилеевского района крупного промышленного агломерата.
Ж/д Красный Гуляй является крупным грузоманевровым узлом КБШЖД, что в свою очередь обуславливает расположение на территории муниципального образования, а также в его окрестностях крупных предприятий, в частности, «Хенкель Баутехник», «Юнис Групп» и т. д.

## Религия
В посёлке есть мечеть и православный храм — Храм блж. Матроны Московской.

## Достопримечательности
В 3-х километрах от села Красный Гуляй Сенгилеевского района находится единственный в Ульяновской области комплекс пещер на Змеиной горке, который сейчас являются памятником природы.

## Галерея

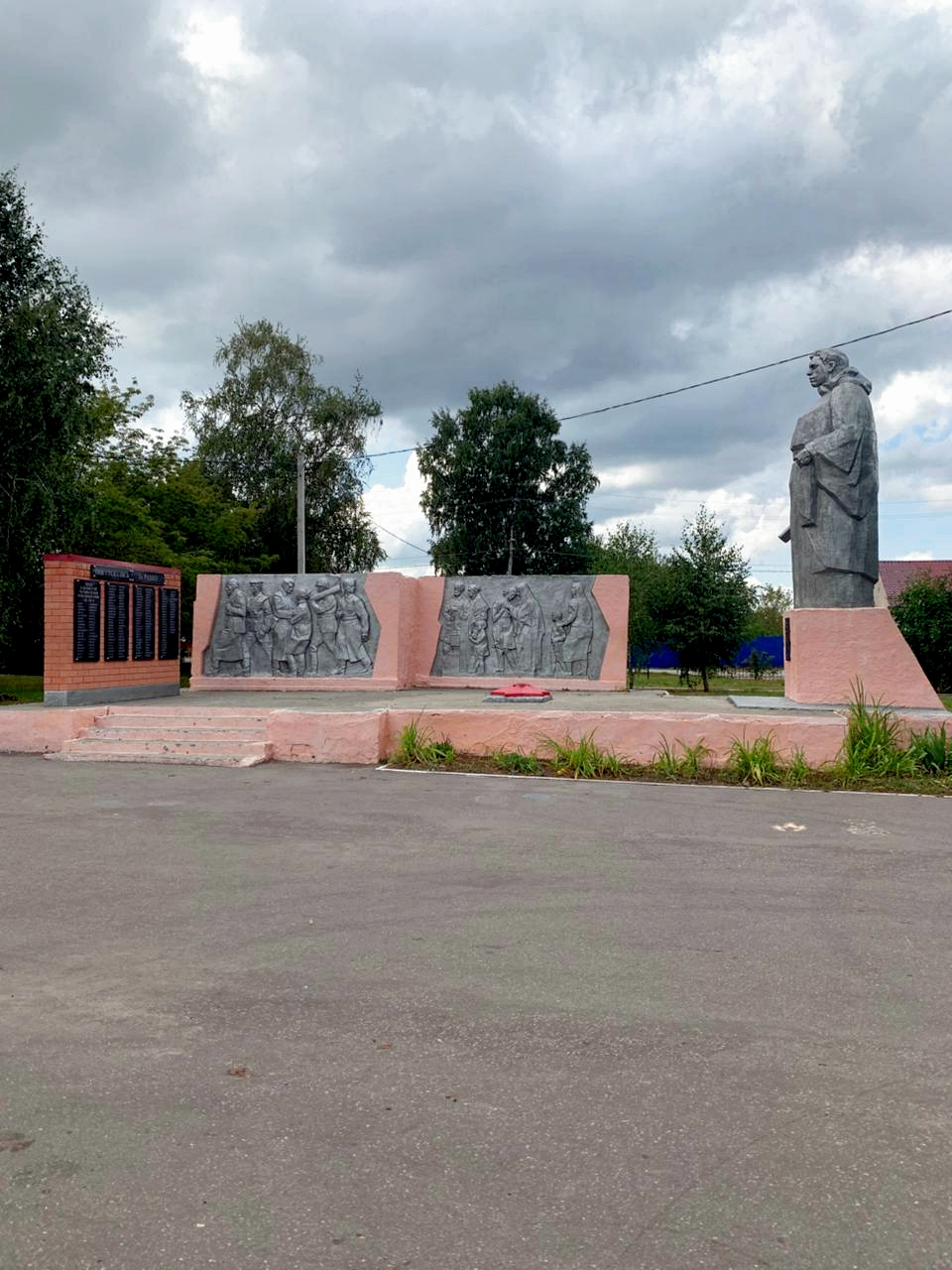
Мемориал в Красном Гуляе.
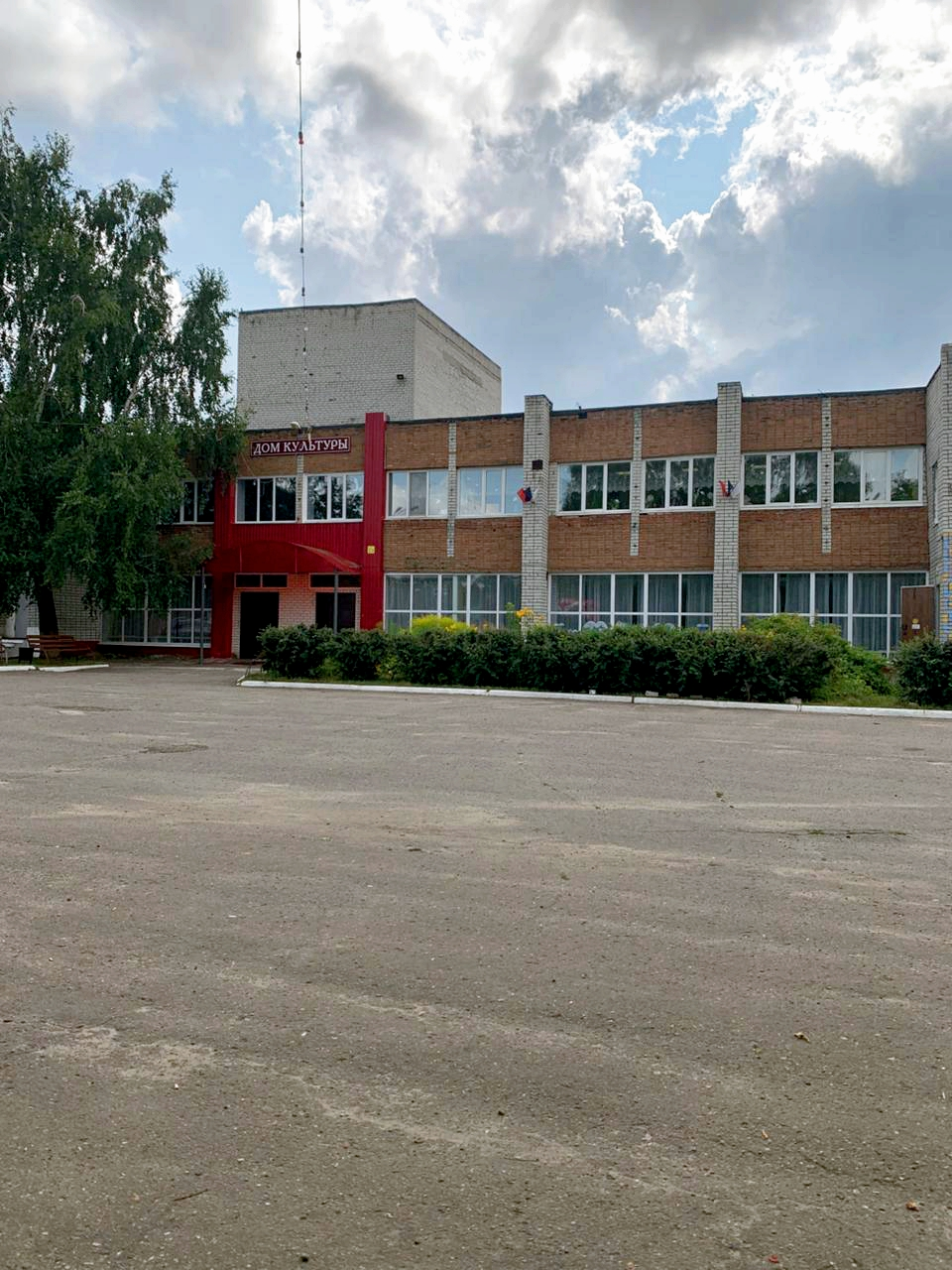
Дом культуры в Красном Гуляе.
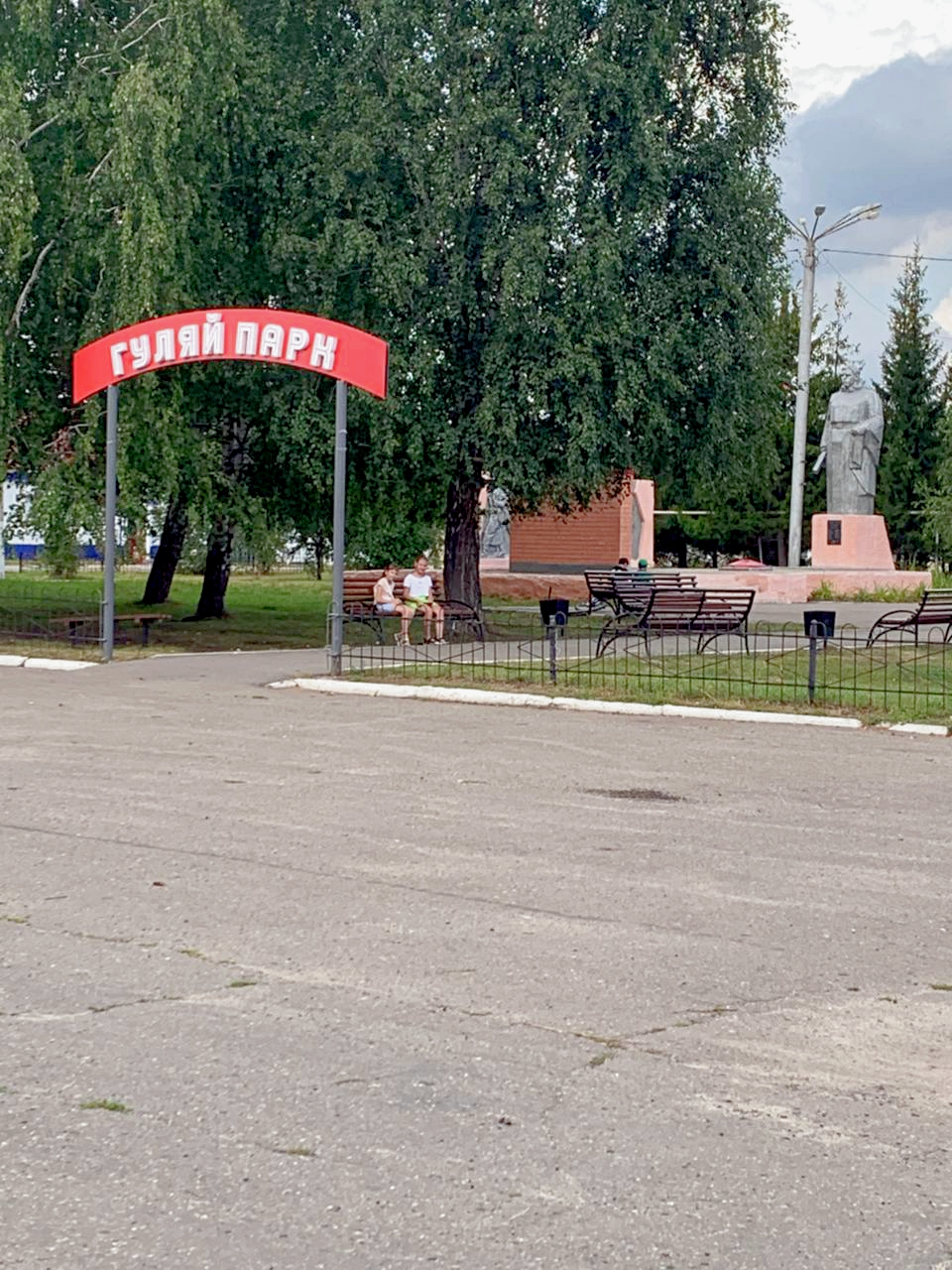
Парк в Красном Гуляе.
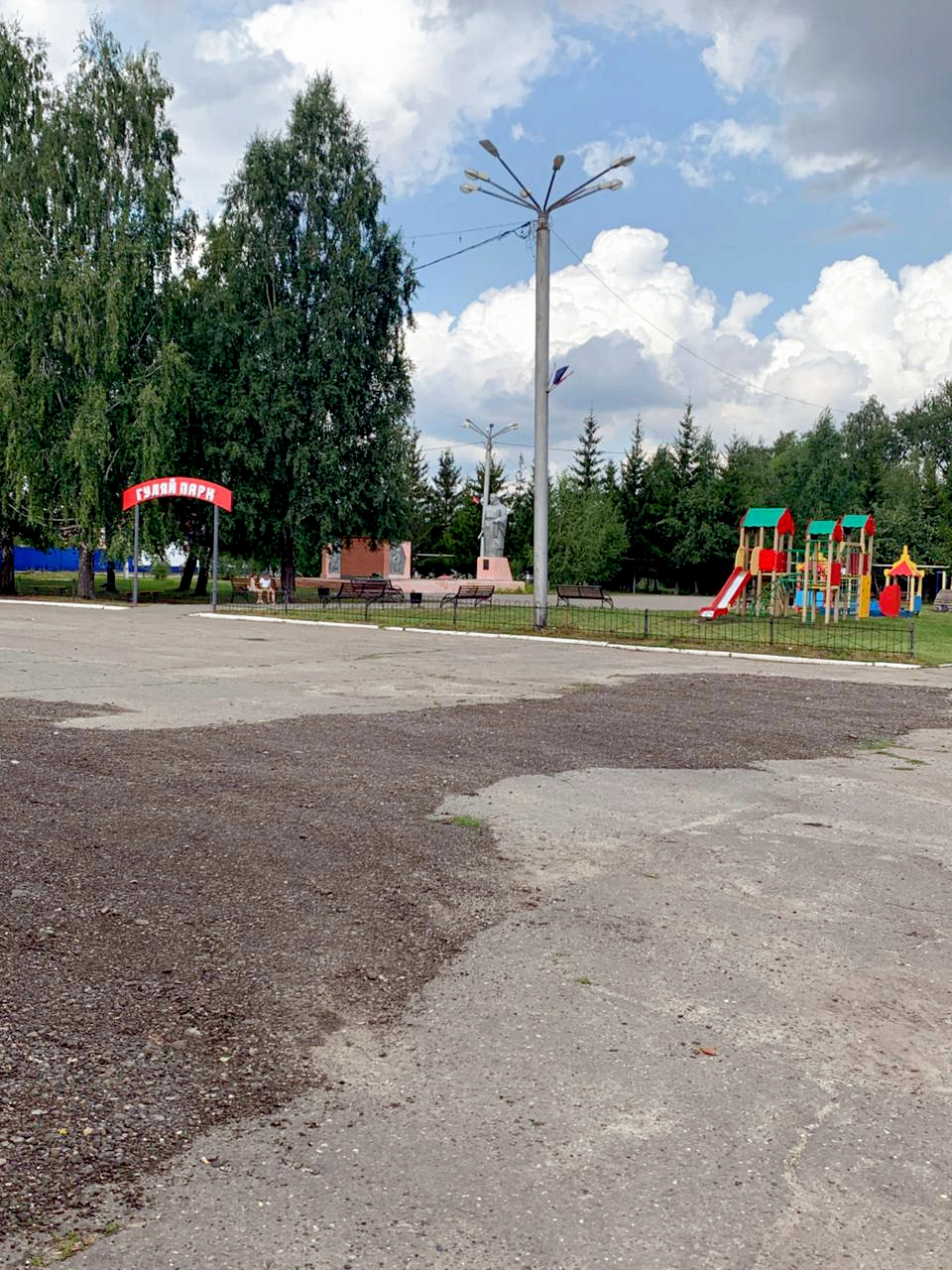
Парк в Красном Гуляе.
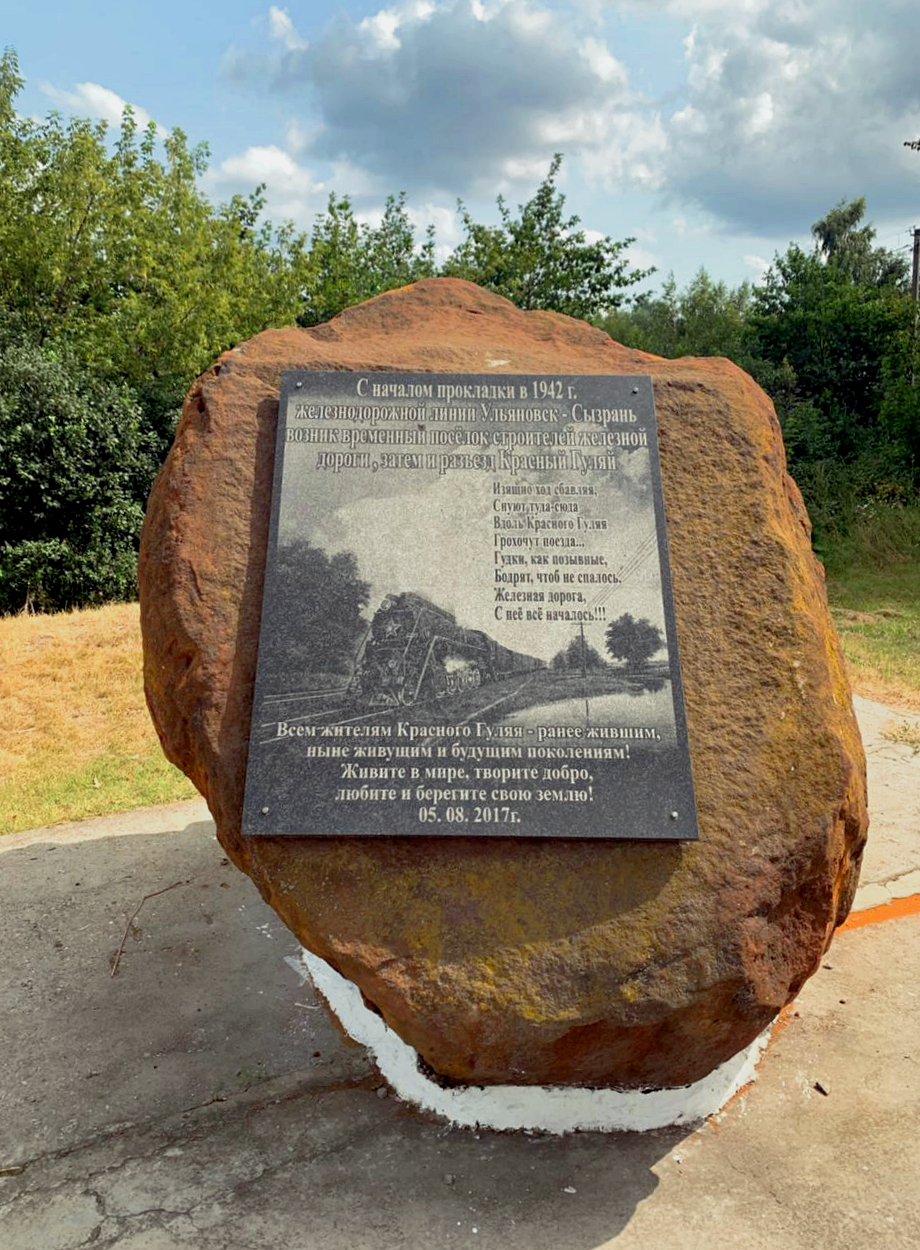
Памятник в Красном Гуляе.
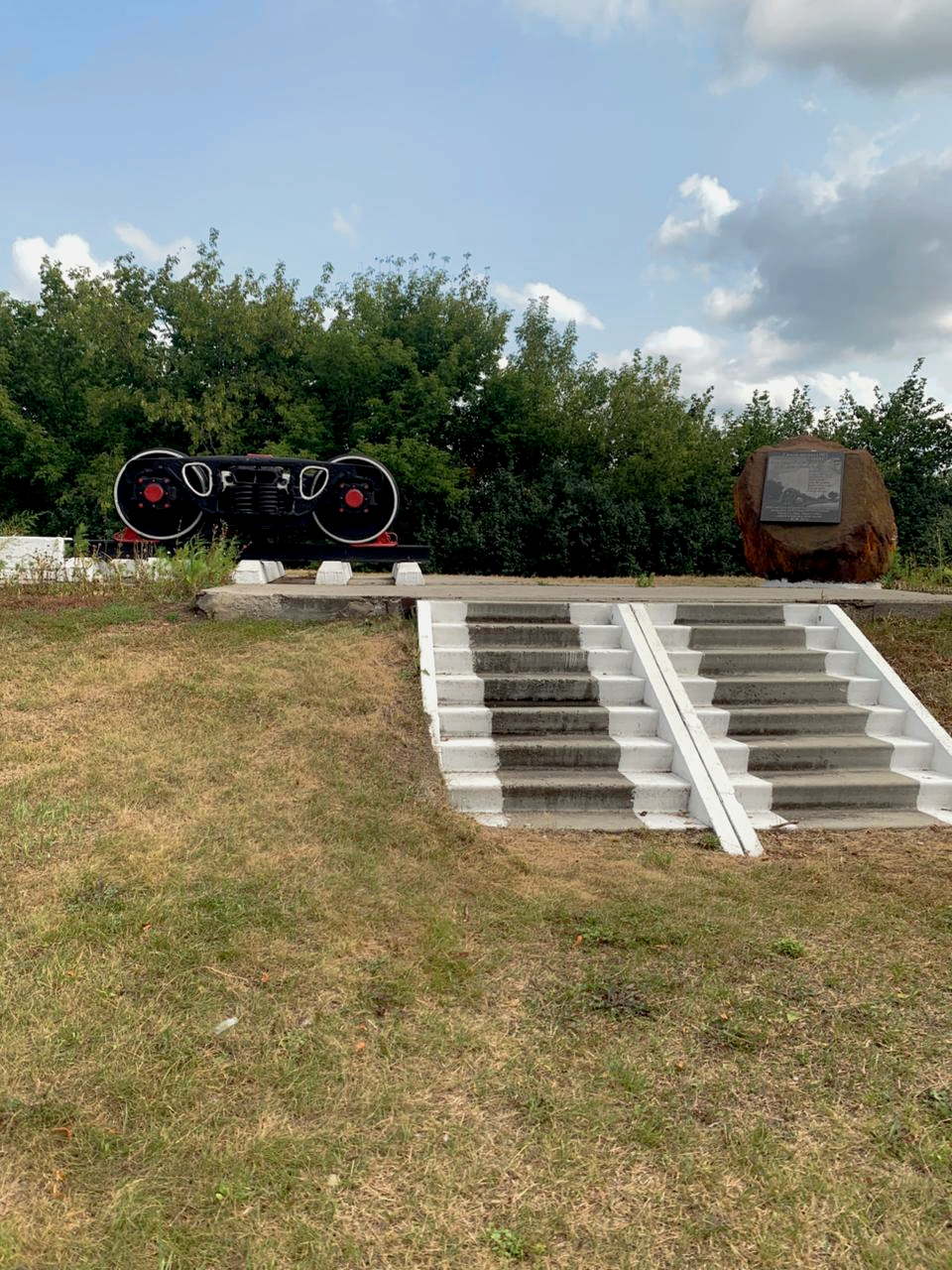
Памятник в Красном Гуляе.
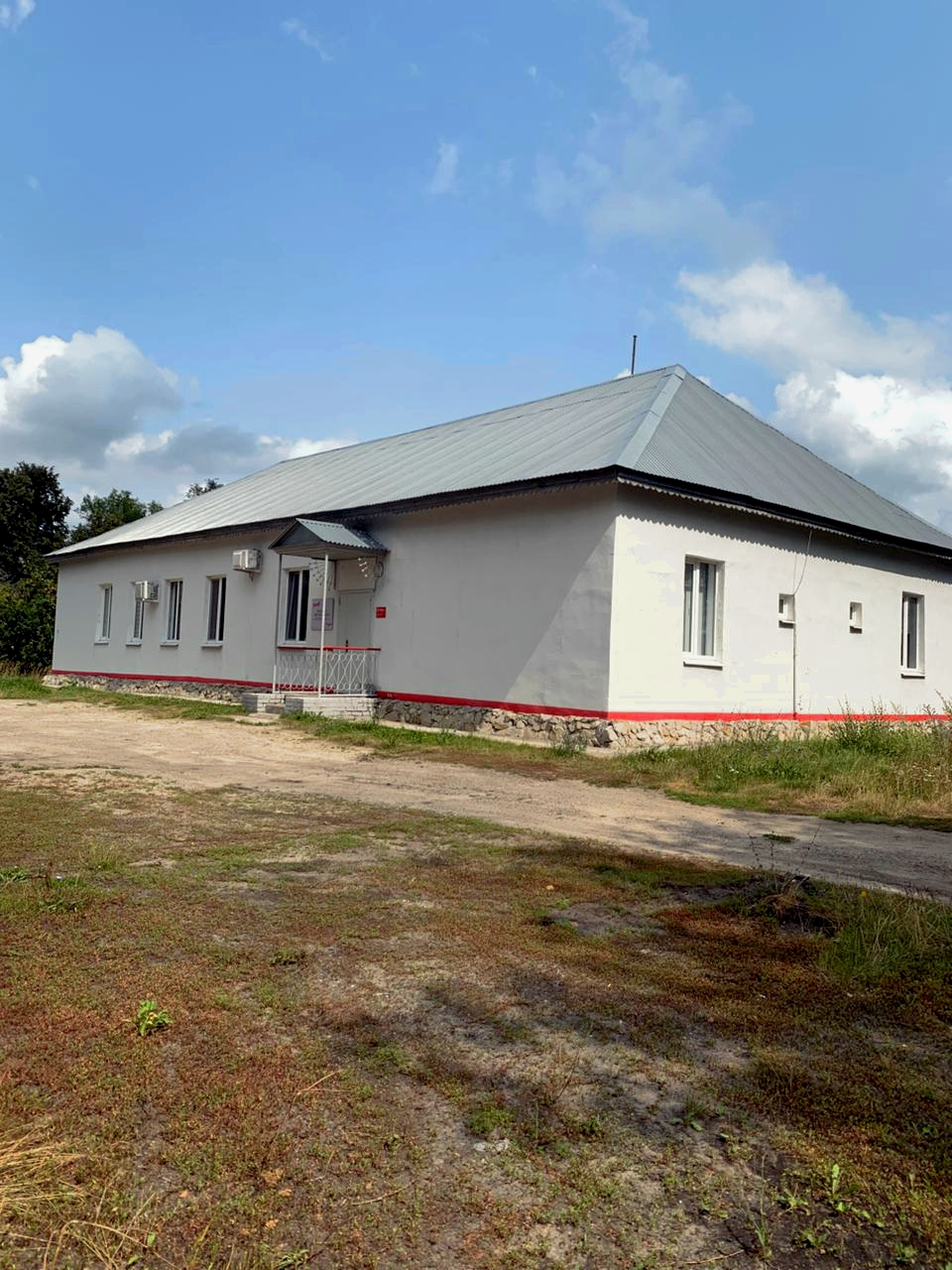
Ж/д вокзал в Красном Гуляе.
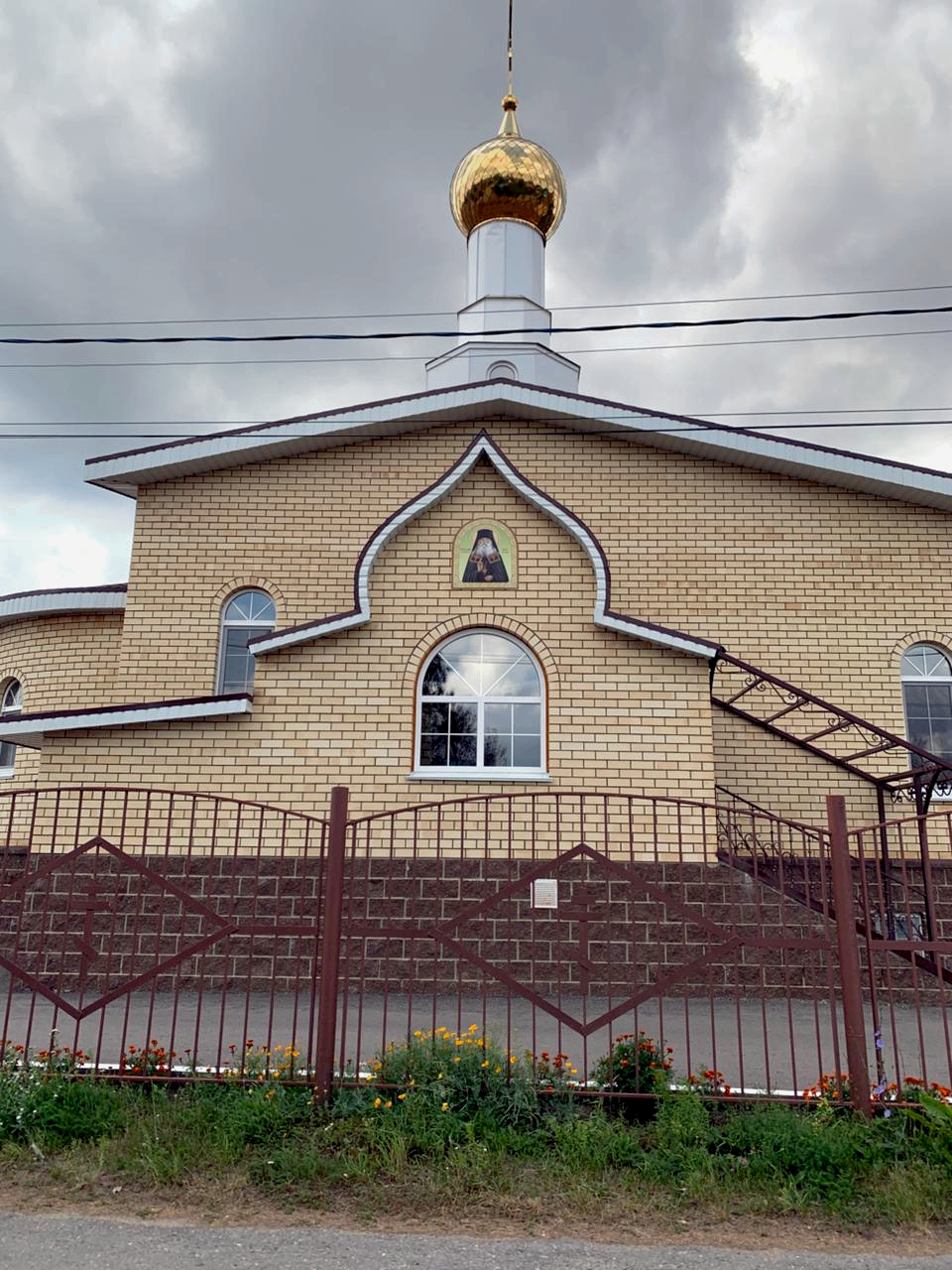
Храм блж. Матроны Московской р.п. Красный Гуляй.
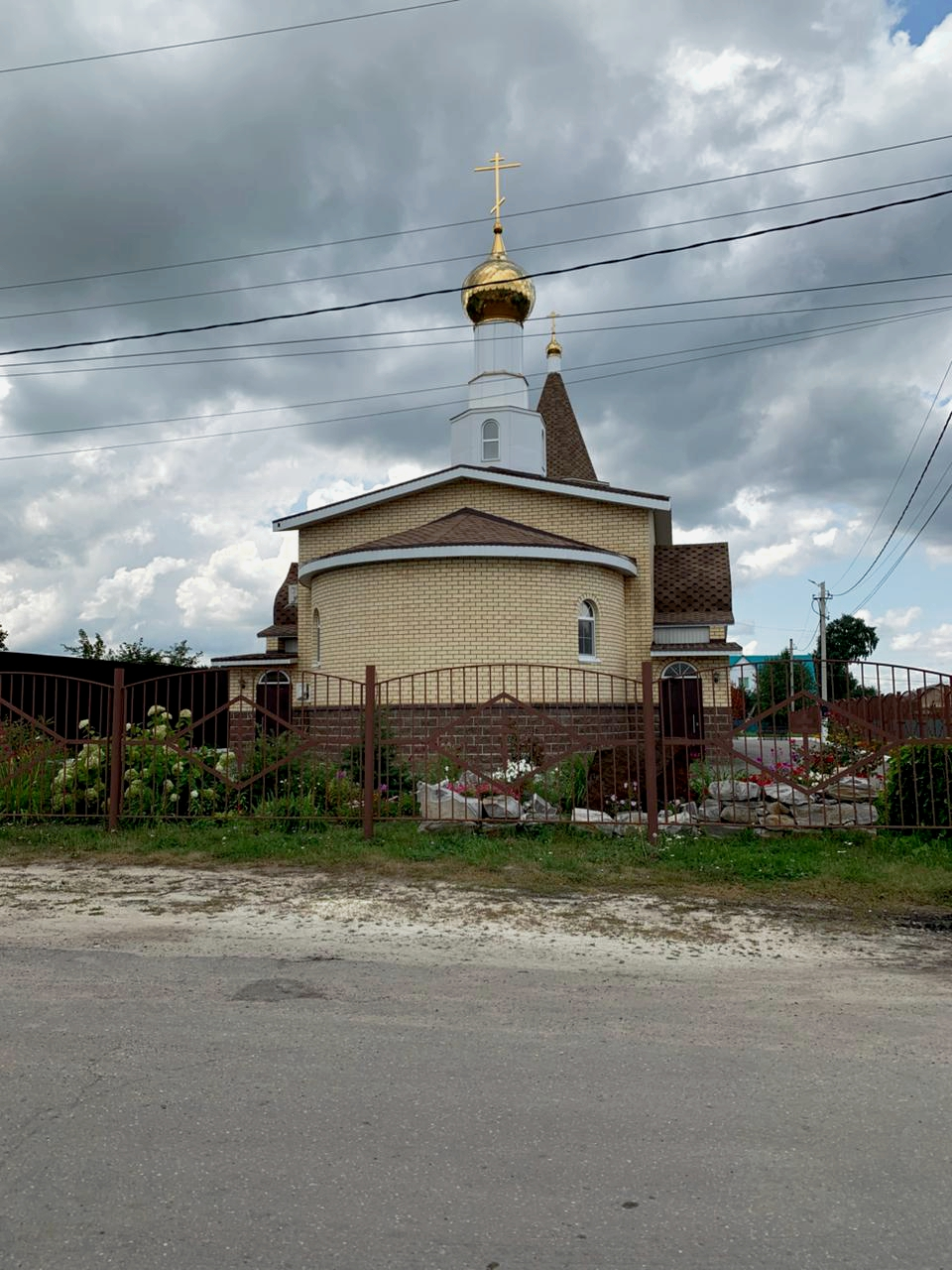
Храм блж. Матроны Московской р.п. Красный Гуляй.
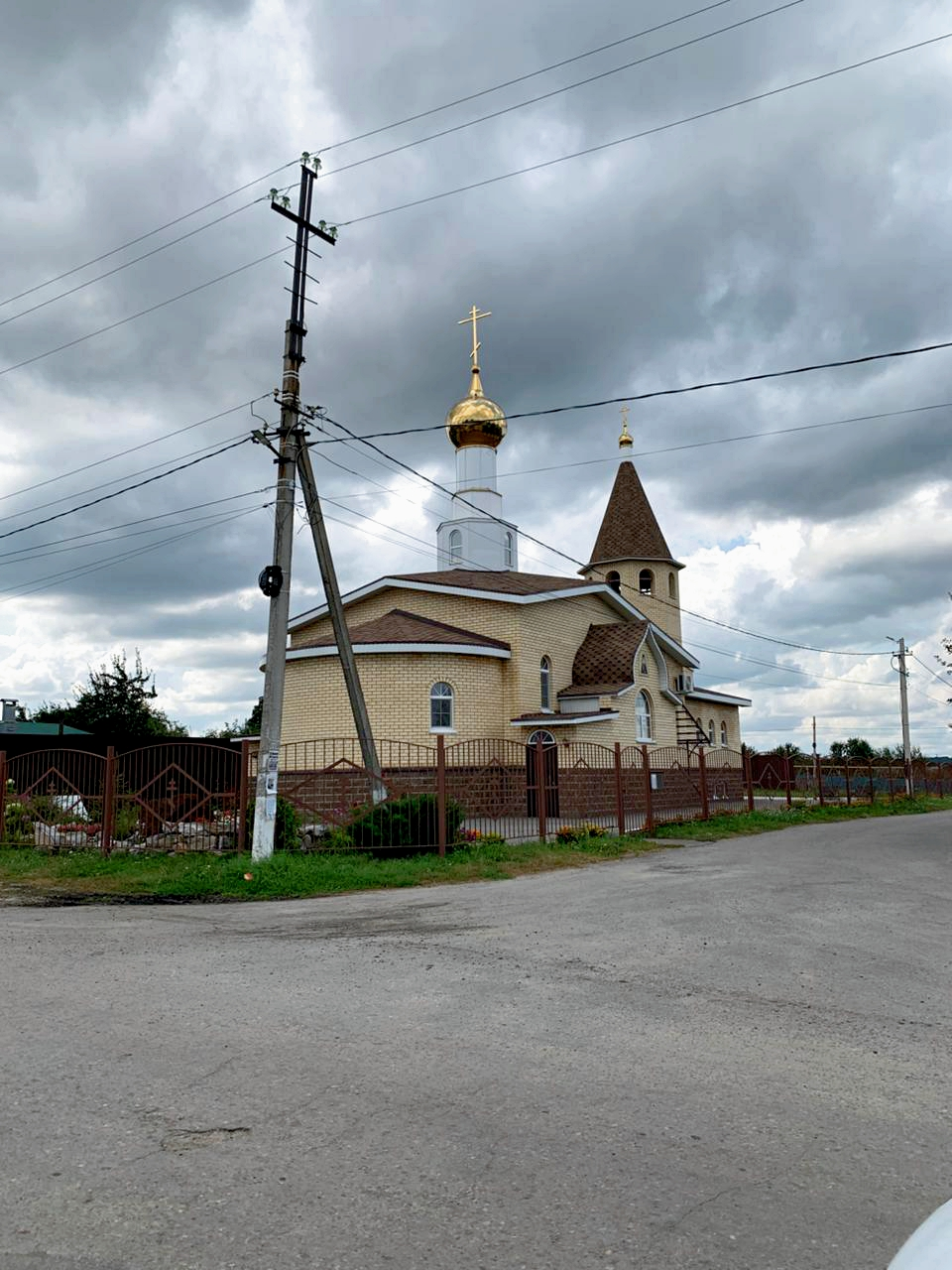
Храм блж. Матроны Московской р.п. Красный Гуляй.
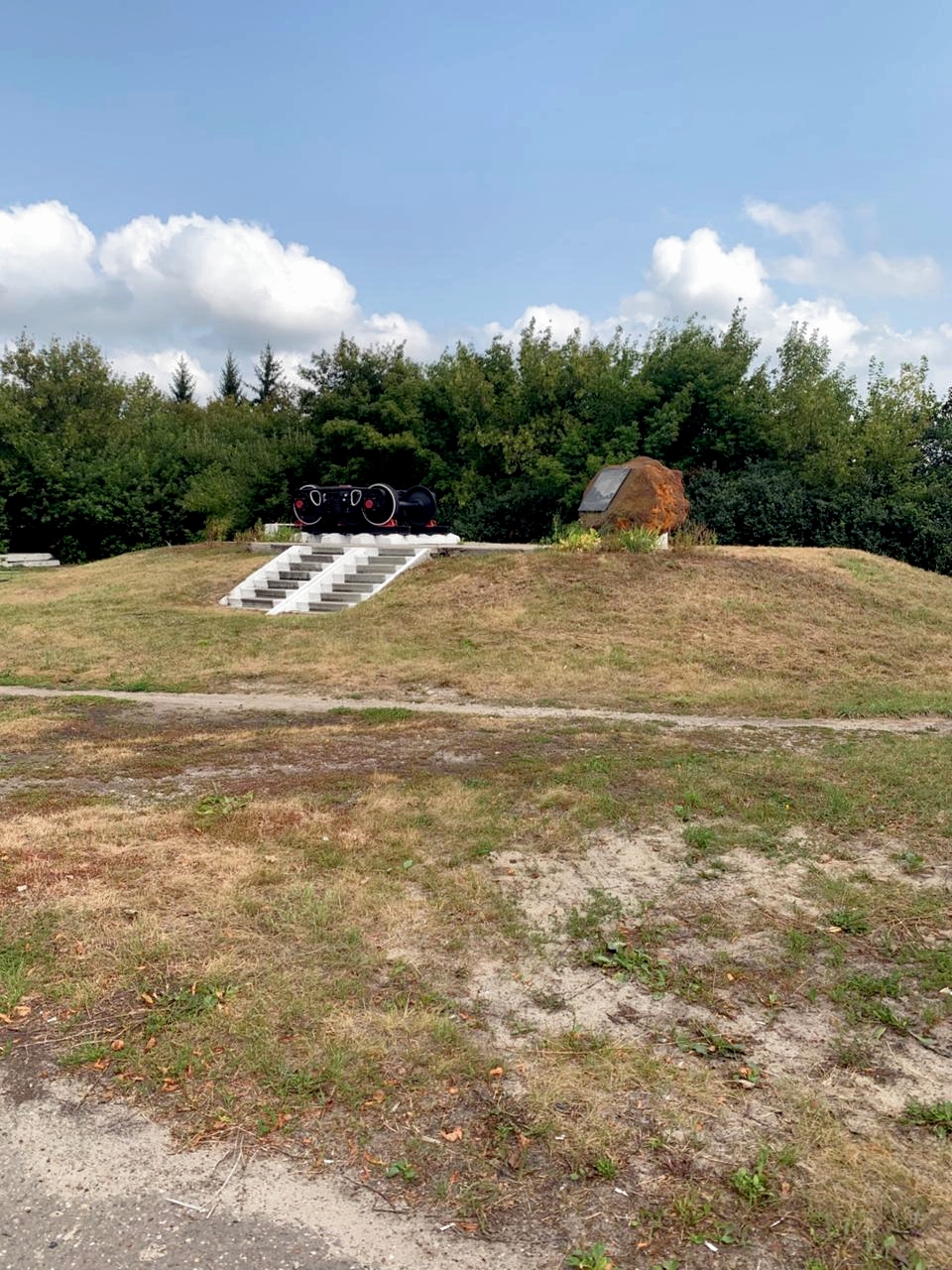
Памятник в Красном Гуляе.